# FN-49步槍
FN-49是比利時Fabrique Nationale工程師迪納多內塞弗（Dieudonne J. Saive）研製的一種半自動步槍，可以說是FN FAL自動步槍的前身。

## 研發簡史
塞弗在1937年已設計出一種導氣式的半自動步槍，原本是要取代比利時軍隊所使用的手動單發毛瑟步槍，此槍仍然發射毛瑟步槍彈，但在改良期間德軍入侵比利時，在列日的FN兵工廠更已被德軍佔領，於是塞弗帶著此槍的設計圖去了英國繼續研究，在英國期間英國軍方對此槍表示感興趣而下了2000支訂單並把此槍命名為SLEM，但在第二次世界大戰後英軍對此槍失去興趣而把訂單取消，塞弗回到比利時後於1949年推出此槍並稱為FN-49。

## 設計特點

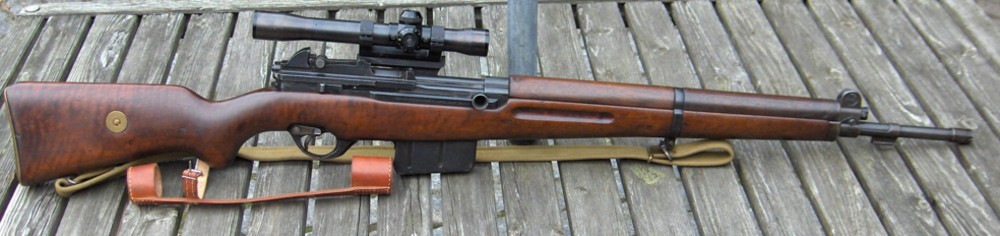
FN-49可以加裝光学瞄準鏡

FN-49採用短行程活塞式導氣設計和傾斜式閉鎖，槍機裡有保險以防擊錘在未閉鎖時意外撞擊撞針，還有氣體調節鈕以調節氣孔流量，發射槍榴彈時可用此鈕把氣孔關閉去提供最大發射推力，FN-49有無彈後定功能以方便再上彈，子彈由拋彈口壓入槍內，每次可最多上10發子彈，FN-49的彈倉看似可拆式彈匣但其實是固定在槍內，FN-49槍身上有凹槽可以加裝光學瞄準鏡作為狙擊槍。

## 實戰
FN-49由比利時士兵帶往朝鮮半島，韓戰期間FN-49和美軍的M1加蘭德步槍相比在供彈方面設計較佳，不單較少故障而且還能多打兩發子彈，但FN-49無論在產量和銷路方面都無法和M1加蘭德步槍相比，因為它已錯過了二次大戰，和二戰後出現的突擊步槍相比，FN-49這種半自動步槍已顯得落伍，FN-49祇有9個國家使用，當中也參與過剛果內戰和埃及軍和英法的蘇伊士運河衝突等的地區戰爭，為了配合不同用戶，FN-49除了基本7.92毫米口徑型號之外還生產了7.62毫米口徑和7.65毫米口徑等不同口徑型號，現在於民用槍械市場可以買到埃及型，哥倫比亞型，盧森堡型和委內瑞拉型

## 使用國家
- 阿根廷
- 比利时
- 巴西
- 哥伦比亚
- 刚果民主共和国
- 埃及
- 印度尼西亞
- 盧森堡
- 委內瑞拉

## 外部連結
- 槍炮世界:FN-49半自動步槍（页面存档备份，存于）